# Cristián Bejarano
Pour les articles homonymes, voir Bejarano.
Cristián Bejarano, surnommé El Diablo, est un boxeur mexicain né le 25 juillet 1981 à Chihuahua.

## Carrière
Lors des Jeux olympiques d'été de 2000, il est médaillé de bronze dans la catégorie des poids légers.